# Ciral
Ciral is een gemeente in het Franse departement Orne (regio Normandië) en telt 422 inwoners (2004). De plaats maakt deel uit van het arrondissement Alençon.

## Geografie
De oppervlakte van Ciral bedraagt 17,7 km², de bevolkingsdichtheid is 23,8 inwoners per km².
De onderstaande kaart toont de ligging van Ciral met de belangrijkste infrastructuur en aangrenzende gemeenten.

## Demografie
Onderstaande figuur toont het verloop van het inwonertal (bron: INSEE-tellingen).